# Freyer Ensemble
Das Freyer Ensemble ist ein Theater-Ensemble, das 1988 von dem Maler und Theatermacher Achim Freyer gegründet wurde. Das Freyer-Ensemble ist ein  eingetragener Verein und hat seinen Sitz in Berlin.
Achim Freyer sucht mit seinem Ensemble, mehr als in seinen großen Theater- und Opernproduktionen, einen experimentellen, spartenübergreifenden Theateransatz im Sinne eines Gesamtkunstwerkes. Die Ergebnisse zeichnen sich häufig durch eigene, stark poetische, farbenfrohe und humorvolle Stücke aus, die Freyer immer gemeinsam mit dem Ensemble entwickelt. Diese gemeinsame, künstlerische Arbeit, hat für Freyer immer auch den Anspruch „künstlerisch forschend“ zu arbeiten. Seit 1988 entstanden über 20 eigene Stücke. Die Mehrzahl der Ensemble-Mitglieder wirkte auch an dem von Achim Freyer 1994 gedrehten Film „MET AMORPH OSEN“ (UA 44. Internationale Filmfestspiele Berlin 1994) mit. Prägend für die Arbeit und die Zusammensetzung des Ensembles sind Künstler aus unterschiedlichen Disziplinen wie Akrobaten (z. B. Lajos Kovács), Tänzer (z. B. Chandana M. Hörmann, Aniara Amos), Schauspieler (z. B. Daniel Bausch, Rudolf Krause, Britta Jarmers), Sänger (Nyla van Ingen), Bühnenbildner und Dramaturgen. Nicht selten werden in den Produktionen des Ensembles die Tänzer zu Schauspielern, die Sänger zu Akrobaten und die Kostümbildner zu Tänzern. Dies verleiht den Stücken manchmal den Charme eines professionellen Laientheaters. Das Ensemble verfügt über keine feste Spielstätte. Die Produktionen sind meistens Auftragsarbeiten kleiner und größerer Theater und Opernhäuser sowie Festivals (Schwetzinger Festspiele, Berliner Ensemble, Bundeskunsthalle Bonn, Festspielhaus Hellerau).
Von 1988 bis 1997 wurde das Ensemble von dem Dramaturgen Sven Neumann geleitet. Von 2000 bis 2003 war die Regisseurin Aniara Amos die künstlerische Direktorin des Ensembles. 2003 wurde der Dramaturg und Kunsthistoriker Boris Friedewald Intendant des Ensembles, das er bis 2005 leitete. Von 2005 bis 2011 leitete die Musikwissenschaftlerin Julia Lukjanova das Ensemble.
Bisherige Stücke des Freyer-Ensembles:
- Freyer und Toscanini proben Traviata (UA 1988, Oper Kiel)
- Rolling / Kids (UA 1993, Volksbühne am Rosa-Luxemburg-Platz, Berlin)
- Über die Einsamkeit der Dinge (UA 1995, Festival für Neue Musik Rümlingen)
- Missa in H-Moll (UA 1996, Schwetzinger Festspiele)
- AB UND AN (UA am 30. September 2004, Kunst- und Ausstellungshalle der Bundesrepublik Deutschland, Bonn)
- Wenn Du einem toten Hund begegnest oder Die Probe (Hommage für Bertolt Brecht) (UA am 18. August 2006, Berliner Ensemble)